# Toxonprucha stunia
Toxonprucha stunia là một loài bướm đêm trong họ Erebidae.